# Baltalimanı
Baltalimanı ist ein Stadtteil (Mahalle, bzw. nach Angaben der Gemeinde ein Muhtarlık) an einer Bucht an der europäischen Küste des Bosporus im Stadtteil Sarıyer in Istanbul. Der Name bedeutet auf Türkisch „Axthafen“.
Der Ort ist bekannt für die Verträge von Balta-Liman in den Jahren 1838 zwischen Großbritannien und dem Osmanischen Reich und 1849 zwischen dem Russischen Reich und dem Osmanischen Reich.